# Старая Купавна
Ста́рая Купа́вна — город в Богородском городском округе Московской области России.
До 2004 года — посёлок городского типа
Второй по численности населения и площади населённый пункт Богородского городского округа
Население — 23 553 чел. (2024).
Население городского поселения — 33 127 чел. (2018).

## География
Город расположен на левом берегу реки Купавинки (бассейн реки Клязьмы), в 15 км от Ногинска, в 22 км от Москвы (МКАД) и в 36 км от центра. К югу от города располагается реликтовое озеро Бисерово.
По северной окраине города проходит автодорога М7 «Волга».

## История
Впервые Купавна упоминается в самом древнем из Московских великокняжеских договоров — в «доконочальной» грамоте сыновей Ивана Калиты: великого князя Симеона Гордого с князьями Иваном и Андреем. В ней, в числе сёл, отходящих по соглашению между братьями к великому князю Симеону, названо и «новое село на Купавне». Этот документ датируется примерно весной-летом 1348 года.
«А сел [князю] великому: Новое село на Купавне, Вышневьское село. А князю Ив[ану и] князю Андрею: Мих[але]вьское село, Ми[кульс]кое село [на Пру]женке, Мики[форо]вьское село, Парфень[евское] село…»
Из «Договора 1348 г. — великого князя Симеона Ивановича с князьями Иваном и Андреем»
Вторично село упоминается уже в завещании великого князя Симеона Ивановича. Это «новое» село, согласно предсмертной воле правителя, должно было в числе многих других сёл отойти к его жене, княгине Марии Александровне. По последним данным исследований этот документ можно достаточно точно датировать 24—25 апреля 1353 года — днём кончины князя во время пришедшей из Европы эпидемии «чёрной смерти», или чумы, косившей целые деревни. Этот день и считается датой основания Купавны.

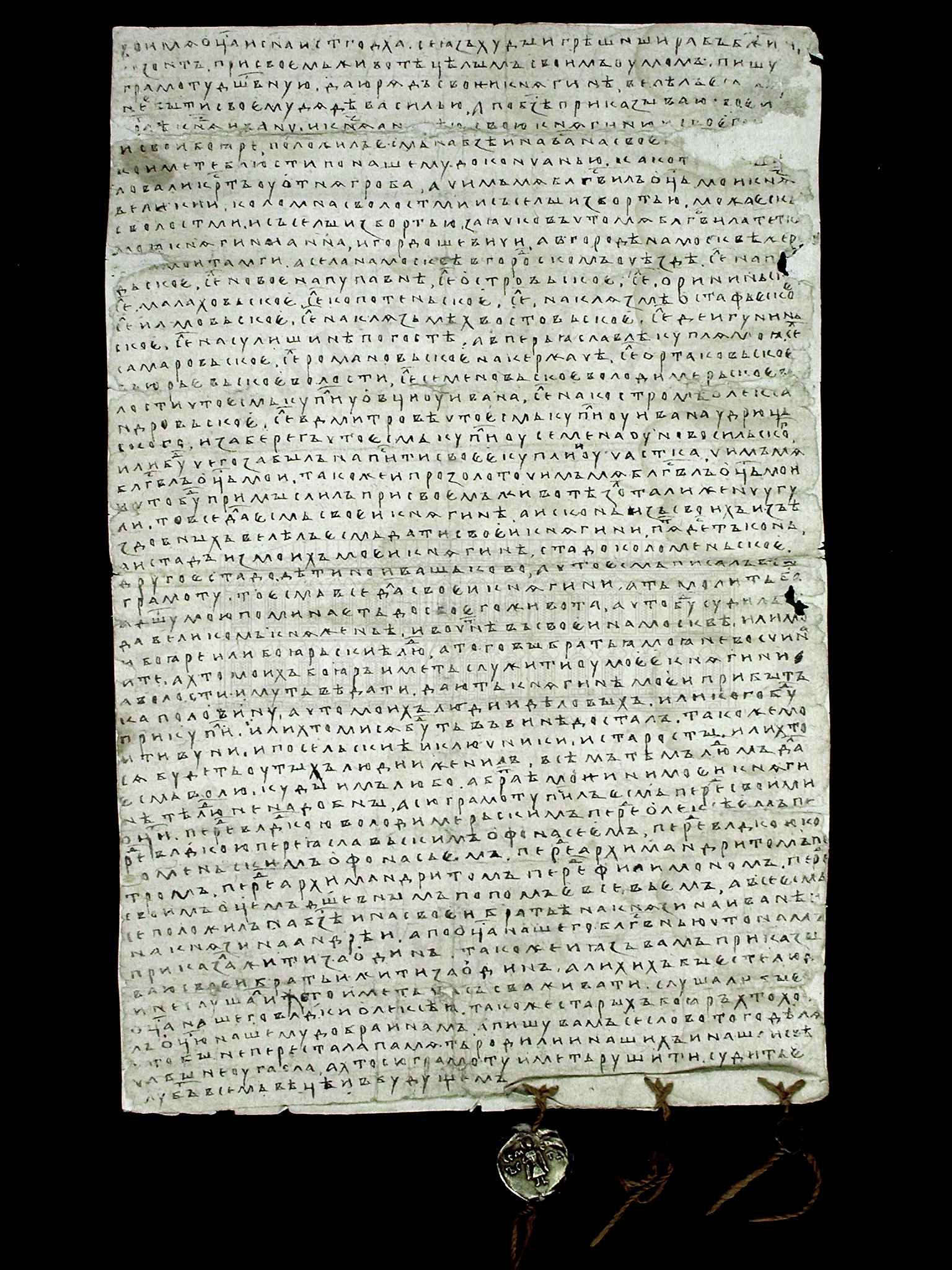
Духовная грамота (завещание) великого князя Симеона Ивановича, апрель 1353 г.

Начиная с начала XVII века Купавна упоминается как деревня Демидово Купавна тож.
В 1620 году «за московское осадное сидение в королевичев приход» царь Михаил Фёдорович пожаловал Дмитрию Михайловичу Пожарскому. В 1645 году сыновья Д. М. Пожарского — Пётр и Иван построили в Купавне деревянную церковь святой Троицы.
В 1745 году купец Даниил Яковлевич Земский основал в купавне шёлковую фабрику. Вместе с корпусами фабрики были построены усадьба Д. Земского и каменное здание Троицкого храма. Организация шёлкового производства в Купавне послужила началом промышленного развития села. В 1797 году петербургский купец и московский фабрикант Август Карлович Претр основал химический завод.
С конца XVIII века по 1812 год в Купавне находилась одна из первых часовых фабрик Российской империи. Для её устройства был приглашен иностранный мастер — Петра Нордштейн. Обученные им несколько десятков рабочих производили около 10 единиц часов в месяц, которые пользовались известностью не только при императорском дворе, но и в Москве, Петербурге и других городах страны. Фабрика просуществовала недолго — по одной из версий предприятие не смогло пережить вторжение Наполеона.
Во время Отечественной войны 1812 года селение 18 дней находилось в руках французских войск под командованием маршала Нея.
К концу XIX века в Купавне находилось Товарищество Купавинской Суконной фабрики братьев Бабкиных. При фабрике было народное начальное училище, библиотека, больница с родильным приютом и инфекционным отделением. В начале XX века проведена реконструкция Свято-Троицкого храма, появился водопровод и телефонная связь.

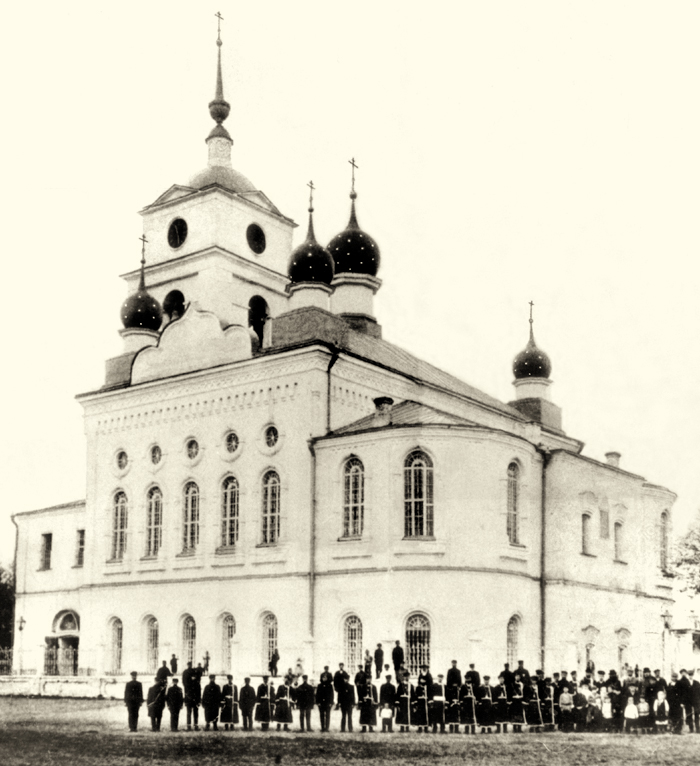
Свято-Троицкий храм после реконструкции 1902—1903 гг.

В 1929 году Купавна вошла в состав Богородского (с 20 января 1930 г. — Ногинского) района Московского округа Центрально-промышленной области (однако практически сразу же её переименовали в Московскую).
30 января 1931 года Постановлением ВЦИК «селение Старая Купавна» отнесено к категории рабочих посёлков. В черту вновь образовавшегося посёлка включены соседние деревни — Михнево, Чудинки, Михалёво, Кутузово.
19 октября 1936 года близ Старой Купавны был запущен химический завод «Акрихин» (ныне — АО «ХФК «Акрихин»). В скором времени завод вместе с жилым посёлком вошли в состав Старой Купавны.
В годы Великой Отечественной войны Купавинская текстильная фабрика вырабатывала для Советской Армии шинельное, погонное и техническое сукно, ткани для брюк, кителей и головных уборов. Фармацевтическое производство в октябре 1941 года было эвакуировано в город Ирбит. На самом заводе «Акрихин» в годы войны выпускали зажигательную жидкость КС, известную как «коктейль Молотова» и использовавшуюся для воспламенения танков, а также лекарства, включая белый и красный стрептоцид. Был запущен завод железобетонных изделий.
После окончания Великой Отечественной войны в промышленной зоне Старой Купавны началось активное строительство новых, в основном химических, предприятий.
10 сентября 2004 года посёлку городского типа Старая Купавна присвоен статус города.
С 1 января 2006 года до 5 июня 2018 года была центром городского поселения Старая Купавна.
5 июля 2018 года Ногинский район упразднён. Вместо него появился Богородский городской округ. С 1 января 2019 года Старая Купавна является центром Старокупавинского территориального управления администрации Богородского городского округа, созданного путём объединения бывшего городского поселения Старая Купавна и сельского поселения Аксёно-Бутырское.

## Население
| 1646    | 1678    | 1704    | 1852    | 1859    | 1869    | 1926    | 1931    |
| ------- | ------- | ------- | ------- | ------- | ------- | ------- | ------- |
| 65      | ↗105    | ↗175    | ↗2080   | ↗2479   | ↗2851   | ↗4071   | ↗4600   |
| 1939    | 1959    | 1970    | 1979    | 1989    | 2000    | 2001    | 2002    |
| ↗14 688 | ↗17 906 | ↗22 220 | ↗24 337 | ↗25 052 | ↘22 700 | ↘22 500 | ↘21 433 |
| 2006    | 2007    | 2008    | 2009    | 2010    | 2012    | 2013    | 2014    |
| ↘21 248 | ↘21 200 | →21 200 | ↗21 250 | ↗21 811 | ↗21 912 | ↗21 954 | ↗22 027 |
| 2015    | 2016    | 2017    | 2018    | 2019    | 2020    | 2021    | 2023    |
| ↘21 937 | ↘21 856 | ↗21 973 | ↗22 099 | ↗22 476 | ↗24 200 | ↘22 898 | ↗23 102 |
| 2024    |         |         |         |         |         |         |         |
| ↗23 553 |         |         |         |         |         |         |         |

На 1 января 2025 года по численности населения город находился на 580-м месте из 1124 городов Российской Федерации.

## Культура
- В городе работает центр культуры «Акрихин», построенный в 1981 году одноимённым химико-фармацевтическим комбинатом, основанным в 1936 году.
- С апреля 1998 по декабрь 2017 года выходила еженедельная газета «Старая Купавна»; с конца 2005 года сокращённая версия газеты также выходила в качестве вкладки к газете «Волхонка» (как и аналогичные версии газет ещё нескольких муниципалитетов) тиражом не более 1000 экземпляров. Закрытие местной муниципальной газеты (как и других муниципальных газет Ногинского района) связано с объединением поселений в Богородский городской округ.
- С июля 2004 года выходит «Альтернативная газета». За период 2004—2006 годов тираж «Альтернативной газеты» поднялся до 10300 экземпляров. В 2005 году на выборах главы МО ГП Старая Купавна победу одержал главный редактор «Альтернативной газеты» Анатолий Плешань.
- В центре культуры «Акрихин» действует городской музей (до 2015 года — музей Трудовой Славы завода «Акрихин»). Вход свободный.
- 8 сентября 2008 года зарегистрирована и с мая 2009 года непродолжительное время выходила газета «Молодая Купавна».
- 7 сентября 2008 года открыт видеоканал «Старая Купавна».
- 13 августа 2009 года редакцией интернет-издания «Старая Купавна» и фондом «„Континуум Эст“ — новые технологии в информационном обслуживании» открыт виртуальный фотоклуб любителей и профессионалов «Flashback» (Кадр).

## Наука и образование
В городе расположен Всероссийский научный центр по безопасности биологически активных веществ.
На 2021 год в Старой Купавне находятся 4 Центра образования, Структурное подразделение ГАПОУ МО Подмосковный колледж «Энергия», филиал Православной Гимназии имени свяч. Константина Богородского, филиал МБОУ «Ногинская специальная (коррекционная) школа-интернат для обучающихся с ограниченными возможностями здоровья», МУ ДО «Купавинская Детская Школа Искусств».
Образовательскую деятельность ведёт МБУК «ЦК „Акрихин“».

## Экономика
В Старой Купавне находятся более 30 предприятий.
На территории города находятся Торговые центры «Шоколад» и «Московский», Торговая Аллея «Купавна», городской рынок, строительный рынок, сетевые магазины Магнит, Пятёрочка, Дикси, Верный, ДА, Перекрёсток.
Есть дополнительный офис «Сбербанк» и «Почта Банк». ВТБ
В городе работают точки выдачи заказов «Wildberries», «Ozon», «Яндекс.Маркет»

### Предприятия

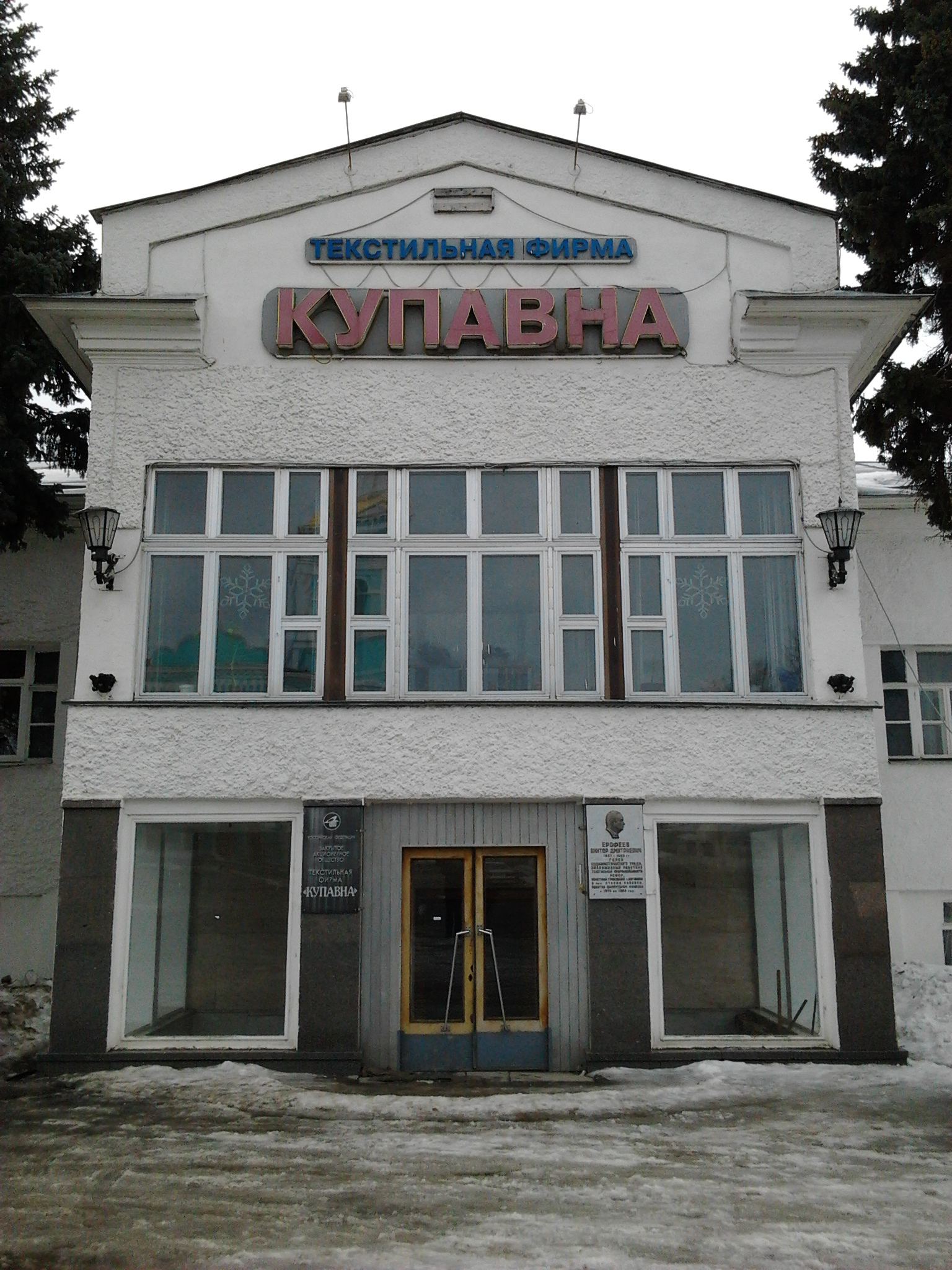
Текстильная фирма «Купавна»

На территории промзоны города работают более 30 организаций, крупнейшими из них являются:
- АО «Химико-фармацевтический комбинат „Акрихин“» — производство лекарственных препаратов;
- АО «База № 1 Химреактивов» — производство химической продукции;
- ЗАО «Текстильная фирма „Купавна“» — производство шерстяных тканей;
- ОАО «Бонолит-Строительные решения» — производство блоков из ячеистого газобетона.;
- ОАО «Мосхим» — оказание комплекса услуг по хранению и переработке грузов;
- ОАО «Лакра Синтез» — производство лакокрасочной продукции;
- ЗАО «Купавинский опытно-экспериментальный механический завод» — производство механических изделий;
- ОАО «Бисеровский рыбокомбинат» — выращивание карпа, форели, переработка рыбопродукции, организация платной рыбалки;
- ООО "Производственная фирма «Техно-ТТ» — производство индукционного, холодильного, теплового и нейтрального оборудования для общественного питания, магазинов и медицины;
- ООО «СоюзХимРеактив» — производство химической продукции;
- ОАО «Завод „Химреактивкомплект“» — производство лекарственных препаратов, химических реактивов, наборов различных органических веществ для учебных заведений;
- ООО «Логистический центр „Купавна“» — оказание комплекса услуг по хранению и переработке грузов;
- ЗАО «Купавнареактив» — продажа химической продукции;
- ООО «Производственно-коммерческая фирма „Галреахим“» — производство гальванического элемента;
- ОАО «Всерегиональное объединение „Изотоп“» — производство изотопной продукции;
- ООО «ИноксМаркет» — производство металлопроката из нержавеющей стали;
- ООО «Акос Тэкс» — производство чулочно-носочных изделий;
- ООО «Химиндустрия-Инвест» — производство лакокрасочной продукции.

### Транспорт
Сообщение с Москвой только автобусное. Железнодорожная станция Купавна на линии Москва — Нижний Новгород находится в 8 километрах от города, вблизи одноимённого микрорайона города Балашиха и микрорайона Вишняковские Дачи города Электроугли. Время движения электропоезда от станции Купавна до платформы Серп и Молот (с переходом на станции метро «Римская» и «Площадь Ильича» в Москве) составит 40 минут, до платформы Новогиреево (выход на метро «Новогиреево») — 30 минут, до станции Реутово (выход на метро «Новокосино») — 25 минут. Железнодорожная станция Монино находится в 5 километрах от города, в посёлке Монино. Время движения электропоезда от станции Монино до Ярославского вокзала составит 1 ч. 15 мин. Со станции Монино до Ярославского вокзала помимо обычных, также курсируют скоростные электропоезда типа «РЭКС».
Время движения автобуса № 444 от города Старая Купавна до станции метро «Партизанская» составляет 1 час, но может варьироваться от 40 минут до трёх часов в зависимости от пробок на дороге и количества совершаемых остановок.
От станции Купавна к промзоне города ведёт Купавинская железнодорожная ветка, управляемая АО «Купавинская ППЖТ» без пассажирского движения.
Автобусное сообщение с Ногинском (№ 43,322), Монино (№ 33) и станцией Купавна (№ 37). Существует также внутригородской маршрут № 38.

## Русская православная церковь

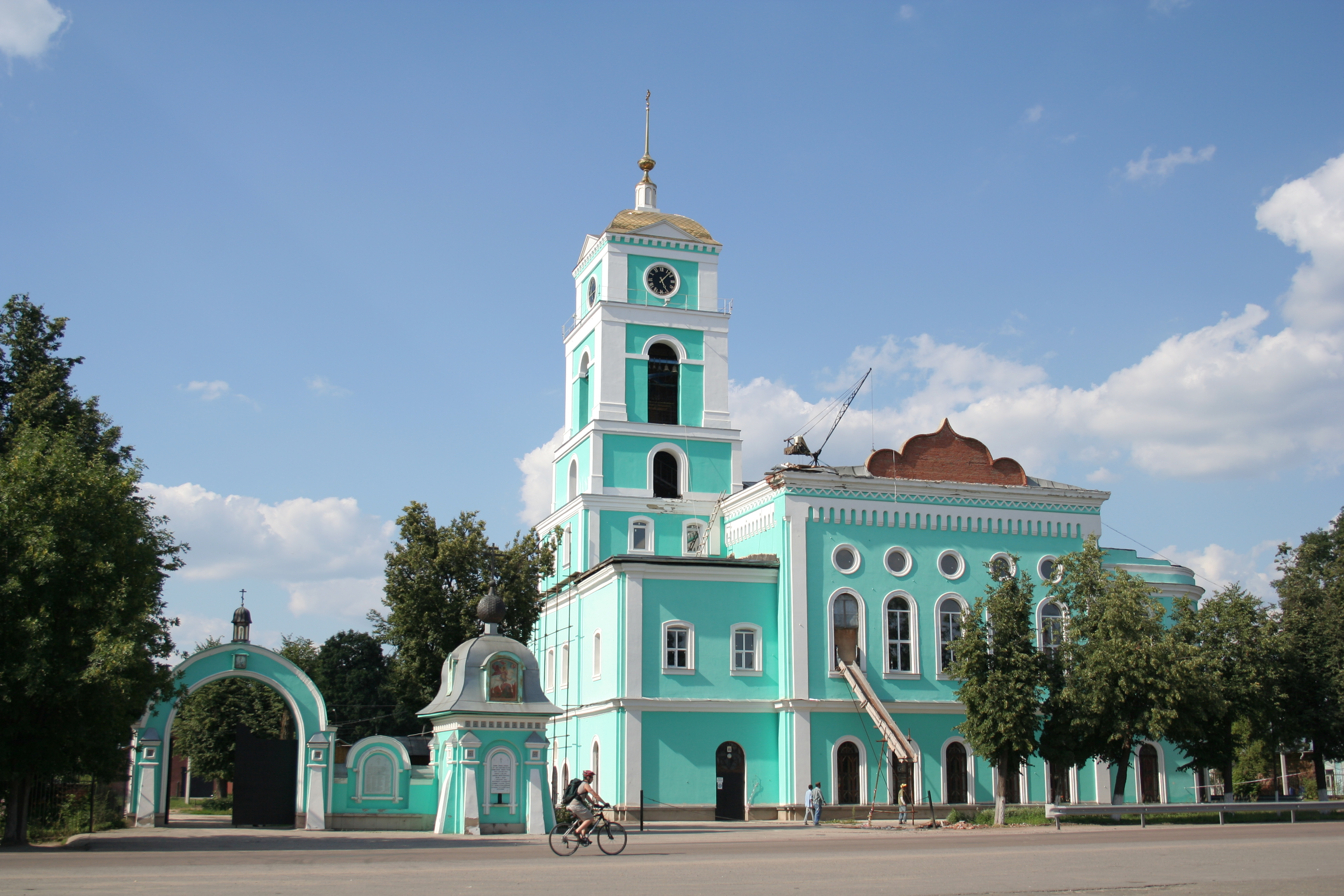
Свято-Троицкий храм в Старой Купавне

Старая Купавна известна своим Свято-Троицким храмом (строительство завершено в 1751 году), первые сведения о храме Живоначальной Троицы на его месте относятся к XVII веку. Ныне храм действует (в 1937—1990 был закрыт для богослужений, использовался как продовольственный магазин, рабочая столовая, дискотека).
На протяжении последних 10 лет в Свято-Троицком храме идут ремонтные работы, при этом богослужения не прекращаются. В настоящее время благодаря прихожанам храм практически восстановлен.

## Достопримечательности
На землях города Старая Купавна находятся несколько объектов культурного наследия:
- Усадьба «Купавна»: памятники архитектуры XVIII века господский дом (1745 год), Свято-Троицкий храм (1751 год), памятники архитектуры XIX — начала XX века: корпуса Купавинской суконной фабрики братьев Бабкиных и жилые казармы рабочих фабрики, богадельня при храме.

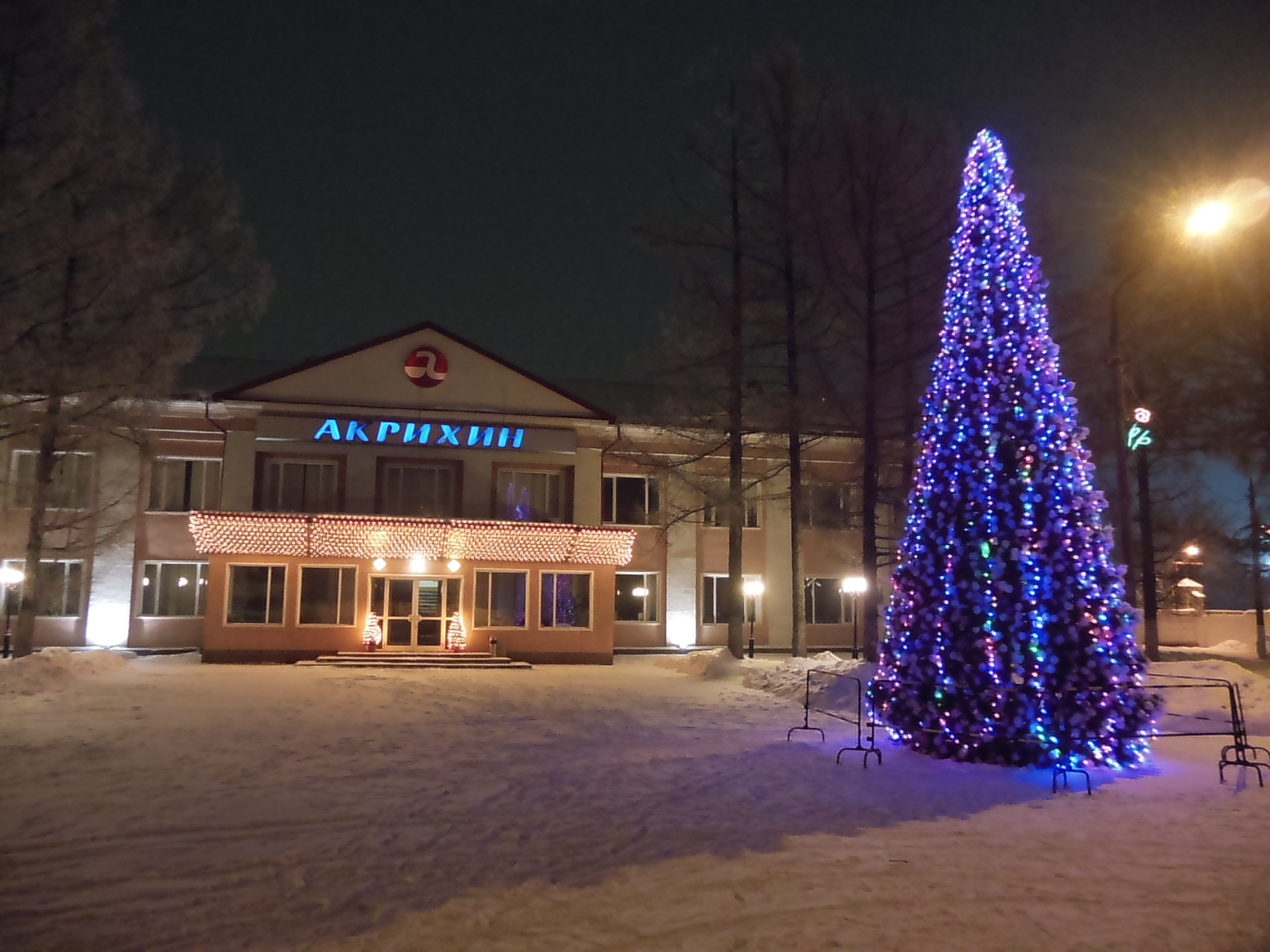
Завод медицинских препаратов «Акрихин»

- Сохранившиеся корпуса Доктуровского химического завода (на территории современного ХФК «Акрихин»).
- Сохранившиеся деревянные и каменные жилые дома XIX — начала XX века.

## Известные уроженцы и жители
- Орлов, Виталий Дмитриевич (1923—2014) — лётчик, участник Великой Отечественной войны, Герой Советского Союза;
- Гирусов, Василий Васильевич (1898—1950) — генерал-майор, участник Гражданской, Советско-Польской и Великой Отечественной войн;
- Корнеев, Иван Николаевич (1920—1950) — участник Великой Отечественной войны, полный кавалер ордена Славы;
- Сурмач, Михаил Михайлович (1913—1997) — участник Великой Отечественной войны, Герой Советского Союза;
- Додонова, Ирина Петровна (р. 1939) — Заслуженный художник РФ;
- Неруш, Николай Владимирович (р. 1960) — Заслуженный тренер РФ, руководитель тренерского совета Федерации регби России;
- Акимов, Илья Николаевич (1898—1962) — Народный комиссар текстильной промышленности СССР (1940—1945);
- Панасенко, Алексей Владиславович (р. 1983) — Мастер спорта России международного класса;
- Петров, Георгий Николаевич (1899—1977) — советский учёный, лауреат двух Сталинских премий;
- Плотников, Егор Юрьевич (р. 1980) — российский учёный-биолог;
- Филипп (Новиков) (р. 1973) — епископ Карасукский и Ордынский.
- Широков, Максим Евгеньевич (р. 1968) — российский учёный-математик, проф. МФТИ.